# Ranunculus muricatus
Ranunculus muricatus L. – gatunek rośliny z rodziny jaskrowatych (Ranunculaceae Juss.). Występuje naturalnie w Afryce Północnej, Europie Południowej oraz Zachodniej i Środkowej. Ponadto gatunek został naturalizowany w innych częściach świata w klimacie śródziemnomorskim.

## Rozmieszczenie geograficzne
Rośnie naturalnie w Maroku, północnej Algierii, w Tunezji, północnych częściach Libii i Egiptu, w Portugalii (także na Maderze), Hiszpanii (wliczając Wyspy Kanaryjskie oraz Baleary), Francji (także na Korsyce), Włoszech (wliczając Sardynię i Sycylię), Chorwacji, Bośni i Hercegowinie, Czarnogórze, Albanii, Grecji (wliczając Kretę), Macedonii Północnej, zachodnich częściach Bułgarii i Rumunii, na Krymie, w Gruzji, Azerbejdżanie, Armenii, Turcji, na Cyprze, w Syrii, Libanie, Izraelu, Jordanii, Arabii Saudyjskiej, Iraku, Iranie, Uzbekistanie, Turkmenistanie, Tadżykistanie, Afganistanie, Pakistanie oraz w Indiach (w stanach Dżammu i Kaszmir i Himachal Pradesh). Ponadto został naturalizowany w Stanach Zjednoczonych (między innymi w Kalifornii, Oregonie, Luizjanie i Alabamie), w południowej Brazylii, północno-wschodniej Argentynie, w Republice Południowej Afryki (w Prowincji Przylądkowej Zachodniej), na wyspie Reunionie, w zachodnich Chinach, w Japonii, Australii (południowo-wschodnia część Queenslandu, Nowa Południowa Walia, Wiktoria, Tasmania, południowa część Australii Południowej oraz południowo-zachodnia część Australii Zachodniej) i Nowej Zelandii.
We Francji został zaobserwowany w departamentach Ain, Aisne, Alpy Nadmorskie, Ardèche, Delta Rodanu, Charente-Maritime, Corrèze, Korsyka Południowa, Górna Korsyka, Gard, Hérault, Ille-et-Vilaine, Pireneje Atlantyckie, Pireneje Wschodnie oraz Var. Ponadto być może występuje również w Drôme, natomiast w Vaucluse ten gatunek wyginął. Na Malcie na status gatunku autochtonicznego. We Włoszech gatunek jest obecny we wszystkich regionach z wyjątkiem Piemontu, Lombardii, Doliny Aosty oraz Trydentu-Górnej Adygi. W Lombardii występował wcześniej, lecz obecnie tam nie został zaobserwowany. W Piemoncie występowanie nie zostało potwierdzone. Na Cyprze na status gatunku autochtonicznego. Rośnie na terenie całej wyspy. W Izraelu występuje powszechnie na Równinie Szaron oraz w Górnej Galilei. Jest rzadko spotykany na Wzgórzach Golan, Równinie Filistyńskiej oraz Szefeli, natomiast w Dolinie Hula, Dolnej Galilei, na górze Karmel, w Dolinie Jezreel, Samarii, Dolinie Dolnego Jordanu oraz na Wyżynie Judzkiej jest spotykany bardzo rzadko. W Stanach Zjednoczonych został naturalizowany w stanach Waszyngton, Oregon, Kalifornia, Teksas, Arkansas, Luizjana, Missisipi, Alabama, Georgia, Karolina Południowa, Floryda oraz na Hawajach. W Kalifornii występuje w Dolinie Kalifornijskiej, w górach Sierra Nevada, w Dolinie Santa Clara oraz na południowym wybrzeżu tego stanu w okolicach Los Angeles.

## Morfologia
PokrójBylina o nagich pędach. Dorasta do 5–30 cm wysokości. Łodyga jest rozgałęziona.
LiścieSą trójdzielne. Mają owalnie okrągły lub owalny kształt. Mierzą 1,5–5,5 cm długości oraz 2–4,5 cm szerokości. Nasada liścia ma ucięty kształt. Brzegi są całobrzegie, potrójnie klapowane lub wyraźnie karbowane. Ogonek liściowy jest nagi i ma 3,5–12 cm długości.
KwiatySą pojedyncze. Pojawiają się w kątach pędów. Mają żółtą barwę. Dorastają do 10–16 mm średnicy. Mają 5 owalnych działek kielicha, które dorastają do 5–6 mm długości. Mają 5 owalnych, odgiętych i słabo rozwiniętych płatków o długości 3–8 mm. Dno kwiatowe jest nagie.
OwoceNagie niełupki o eliptycznie odwrotnie jajowatym kształcie i długości 4–5 mm. Tworzą owoc zbiorowy – wieloniełupkę o kulistym kształcie i dorastającą do 12 mm długości. Są pokryte kolcami po obu stronach.

## Biologia i ekologia
Rośnie na łąkach, terenach uprawnych i nieużytkach, w miejscach wilgotnych. Występuje na wysokości do 2000 m n.p.m. Kwitnie od marca do kwietnia. Świeże części rośliny są trujące – zawierają protoanemoninę. Toksyny są niszczone przez ciepło lub przez suszenie. Posiada również silnie kwaśny sok, który może powodować powstawanie pęcherzy na skórze.
Preferuje stanowiska w pełnym nasłonecznieniu lub półcieniu. Dobrze rośnie na glebach o lekko kwaśnym odczynie. Może rosnąć zarówno na piaszczystym, gliniastym, jak i ciężkim podłożu. Preferuje wilgotne gleby.
Kwiaty są obupłciowe (posiadają zarówno męskie i żeńskie narządy). Roślina jest owadopylna.

## Zastosowanie
W medycynie niekonwencjonalnej roślina ma zastosowanie przy obniżaniu gorączki oraz w leczeniu dny moczanowej i astmy.